# 6273 Kiruna
A 6273 Kiruna (ideiglenes jelöléssel 1992 ER31) a Naprendszer kisbolygóövében található aszteroida. UESAC fedezte fel 1992. március 1-én.